# Экстраординарный профессор
Экстраордина́рный профе́ссор (лат. professor extraordinarius; от лат. extra — вне + ordo — ряд, порядок и professor — преподаватель, нем. Außerordentlicher Professor) — должность в системе высшего образования Германии и ряда других европейских стран, чья образовательная система была устроена по германскому образцу (в том числе и дореволюционной России). Означала профессора без должности, как правило, в смежной области или подчинённого профессора, занимающего должность (заведующего отделом, кафедрой и т. п.).
Экстраординарный профессор не заведовал кафедрой и не являлся членом учёного совета факультета.
Часто успешные начинающие исследователи сначала получали положение экстраординарного профессора, чтобы в последующем получить должность ординарного профессора в другом университете.
В Пруссии до Первой мировой войны средняя зарплата ординарного профессора была в два раза больше, чем у экстраординарного, и в девять раз больше, чем у профессора, который начинал свою карьеру.

## В России
Преподавательская должность, присваиваемая в XVIII веке молодым учёным, недавно достигшим степени доктора. В отличие от ординарных профессоров экстраординарные получали меньшее жалование и, как правило, не считались занимающими кафедру. Первым экстраординарным профессором в Московском университете в 1761 году был назначен И. Г. Рейхель.